# Hartmann (syn Rudolfa I Habsburga)
Hartmann (ur. ok. 1263 r. w Rheinfelden, zm. 20 grudnia 1281 r. między Breisach am Rhein i Strasburgiem).
Hartmann był synem Rudolfa I Habsburga i Gertrudy von Hohenberg. Został starannie wychowany i był przygotowywany na następcę ojca. W 1277 r. na mocy porozumień pokojowych pomiędzy Rudolfem a królem Czech Przemysłem Ottokarem II Hartmann został zaręczony z córką czeskiego monarchy Kunegundą. Zaręczyny zerwano we wrześniu 1277 r. Rok później Hartmann został zaręczony z Joanną z Akki córką króla Anglii Edwarda I. Ślub zaplanowano na 8 września 1278 r. Małżonkowie mieli otrzymać Królestwo Arelatu (Burgundii). Z powodów politycznych i zdrowotnych małżeństwo kilkakrotnie odkładano. Hartmann utonął wraz z czternastoma lub szesnastoma towarzyszami, gdy jego łódź rozbiła się podczas podróży Renem.